# Playing with Fire
"Playing with Fire" er en rumænsk popsang, komponeret af Ovidiu Cernăuţeanu og sunget af ham selv og Paula Seling som det rumænske bidrag til Eurovision Song Contest 2010.

## Eurovision Song Contest 2010
"Playing with Fire" blev valgt til at repræsentere Rumænien i Eurovision Song Contest 20100. Sangen gik videre fra den anden semifinale den 27. maj 2010, og blev fremført som sang nr. 19 i finalen. Sangen kom på en tredjeplads med 162 point.
| Musik | Spire Denne musikartikel er en spire som bør udbygges. Du er velkommen til at hjælpe Wikipedia ved at udvide den. |